# Langues uto-aztèques
Pour les articles homonymes, voir Uto (homonymie).
Les langues uto-aztèques constituent une famille de langues amérindiennes originaires d’Amérique du Nord et d'Amérique centrale. Les langues uto-aztèques sont répandues dans le Grand Bassin de l'ouest des États-Unis, au Mexique et jusqu'au Salvador.
La dénomination provient des noms de deux peuples dont les langues font partie de la famille : les Utes du Grand Bassin, d'après lesquels fut dénommé l'Utah, et les Aztèques du Mexique.

## Extension géographique et territoire d’origine
Il est généralement admis que le territoire d'origine des proto-uto-aztèques se situait quelque part dans le Sud-Ouest des États-Unis actuels, en Arizona, au Nouveau-Mexique, ou au nord du Mexique, avant que ne survint la séparation entre la branche nord et la branche sud du groupe. Le territoire de la branche nord a été situé près de la vallée de la Mort (Death Valley) et en Californie, tandis que les langues uto-aztèques du sud se seraient développées à partir d'un endroit situé dans le Nord-Ouest du Mexique actuel, au Sonora ou au Sinaloa.

## Classification des langues uto-aztèques
- Groupe des langues uto-aztèques du Nord
  - Branche des langues numiques
    - Numique du Sud 
      - Kawaiisu
      - paiute du Sud (dialecte Ute)
      - Ute
      - Chemehuevi (dialecte Ute)

    - Numique central
      - Shoshone
      - Panamint
      - Comanche

    - Numique de l'Ouest
      - paiute du Nord
      - Mono

  - Tubatulabal
  - Branche des langues takiques
    - kitanemuk
    - Serrano
    - Gabrielino-fernandeño
    - Nicoleño
    - Tataviam
    - Sous-branche des langues cupanes
      - Cahuilla
      - Cupeño
      - Luiseño
      - Juaneño

  - Hopi
- Groupe des langues uto-aztèques du Sud
  - Branche des langues pimiques[1]
    - O'odham (papago) et le pima
    - Pima bajo
    - Tepehuan du Nord
    - Tepehuan du Sud-Est
    - Tepehuan du Sud-Ouest

  - Branche taracahitique
    - Langues tarahumaranes
      - Tarahumara occidental
      - Tarahumara central
      - Guarijio

    - Langues cahitiques
      - Mayo
      - Yaqui
      - Opata (langue morte)
      - Eudeve (langue morte)

  - Branche corachol
    - Cora
    - Huichol

  - nahuatl
    - pipil

## Le proto-uto-aztèque

### Voyelles
La reconstruction du proto-uto-aztèque lui attribue généralement un système composé de cinq voyelles : 
- i *a *u *o *ɨ. Langacker (1970) a démontré que la cinquième voyelle devait être reconstituée comme un *ɨ et non un e – il y avait eu une longue controverse au sujet de la bonne reconstitution à donner (Campbell 1997:136).

### Consonnes
|               | Bilabiales | Apicales | Palatales | Vélaires | Labiovélaires | Glottales |
| ------------- | ---------- | -------- | --------- | -------- | ------------- | --------- |
| Occlusives    | *p         | *t       |           | *k       | *kʷ           | *ʔ        |
| Affriquées    |            |          | *c        |          |               |           |
| Fricatives    |            | *s       |           |          |               | *h        |
| Nasales       | *m         | *n       |           | *ŋ       |               |           |
| Roulées       |            | *r       |           |          |               |           |
| Semi-voyelles | *w         |          | *y        |          |               |           |